# Muzeul Național din Roma
Muzeul Național din Roma (în italiană Museo Nazionale Romano) este un muzeu arheologic care reunește obiecte și sculpturi legate de istoria și cultura Romei antice.
Din 1990, colecțiile muzeului au fost împărțite între cele patru sedii muzeale distincte: Muzeul Termelor lui Dioclețian⁠(d), Palatul Massimo alle Terme⁠(d), Palatul Altemps⁠(d) și Crypta Balbi⁠(d).

## Muzeul Civilizației Romane
Muzeul Civilizației Romane nu se bucură de o localizare centrală în Roma, fiind situat la circa 5 kilometri de zona istorică. Rămâne, oricum, un obiectiv care nu trebuie trecut cu vederea. 

## Muzeul Național Etrusc
Muzeul Național Etrusc este un muzeu mai mic din Roma, însă valoarea sa istorică și artistică nu a fost niciodată contestată. Muzeul a fost fondat în 1889 și se află în splendida Villa Giulia, de lângă Piazza del Popolo.

## Galeria Borghese
Deși centrul istoric al orașului Roma este cea mai compactă și mai populară zonă turistică din capitală, periferiile sale merită în egală măsură să fie explorate. 

## Castel Sant’Angelo
Loc de temniță pentru Benvenuto Cellini și pentru Giordano Bruno, precum și cuib al intrigilor fabricate de notoriii membri ai familiei Borgia, Castel Sant’Angelo este unul dintre cele mai fascinante castele.

## Centrale Montemartini
Deși Centrale Montemartini nu se detașează ca fiind cel mai renumit obiectiv de vizitat din Roma, este, potrivit părerii unor turiști, una dintre cele mai surprinzătoare combinații de elemente culturale din Roma.

## Galeria Națională de Artă Modernă
Galeria Națională de Artă Modernă este situată în apropiere de Vila Giulia, care găzduiește Muzeul Național Etrusc, și de Galeria Borghese, la câțiva kilometri de centrul istoric al orașului Roma.

## Muzeul Național de Artă Orientală
Muzeul Național de Artă Orientală din Roma a fost fondat în 1957, ca urmare a colaborării dintre Ministerul Educației și pe atunci numitul Istituto Italiano per il Medio ed Estremo.

## Casa Keats-Shelley
Casa Keats-Shelley din Roma este un muzeu memorial dedicat celor doi poeți romantici, onorând, în același timp, contribuția a numeroși alți scriitori la scena culturală a secolului al XIX-lea.